# Скаржинський Ксаверш Алоізшовш
Скаржинський Ксаверш Алоізшовш (1819  — 3 січня 1875 ) — російський та український архітектор.

## Життєпис
Відомостей про дитячі та юнацькі роки архітектора немає.
Навчався у Петербурзькій Академії мистецтв, закінчив навчання 1849 року. 1850 року отримав звання академіка.
1855 року отримав звання професора архітектури.
В подальшому працює у ряді міст — Києві (середина 1850-х років), Чернігів (рубіж 1850-60-х років), потім у Херсоні та Одесі. Здебільшого будує адміністративні будівлі.
Ймовірно, помер у Одесі.

## Стиль
Вживав стильові форми неоренесансу.

## Роботи у Петербурзі
- Варшавський вокзал (1852–1853 рр.),
- Проекти Дворянського зібрання та Казарм для гвардійського корпусу.

## Роботи у Києві
- Михайлівські келії Михайлівського Золотоверхого монастиря на вул. Трьохсвятительській № 6 (1849–1852 рр.),
- Старокиївська пожежна частина із пожежною каланчею на вул. Володимирській № 13/5 (1854 −1857 рр., співавтори В.Іконніков та І.Штром),
- Присутственні місця на вул. Володимирській № 15, (1854 −1857 рр., співавтори М. Іконніков та І. Штром).

## Роботи для інших міст
- Будинок дворянського зібрання у Чернігові (1859–1870 pp., за участю В. Демут-Малиновського, О. Брюллова, Д. Єфімова).
- М'ясні ряди у Херсоні.
- Прибутковий будинок Скаржинського на розі вулиць Софіївської № 15 і Торгової № 7 (1870-ті роки).